# Kentarō Minagawa
Kentaro Minagawa (皆川 賢太郎, Minagawa Kentarō), né le 17 mai 1977 à Yuzawa, est un skieur alpin japonais spécialiste du slalom. Il a fini notamment 4e du slalom de Sestrières lors des Jeux olympiques en 2006.

## Biographie
Il obtient ses premiers résultats significatifs aux Championnats du monde junior 1996 à Schwyz, terminant cinquième du slalom et neuvième du slalom géant.
Il fait ses débuts dans la Coupe du monde en 1997, avant d'avoir l'honneur de participer aux Jeux olympiques de Nagano, au Japon en 1998 (deux abandons). En janvier 2000, il termine sixième du slalom de Kitzbühel pour son premier top dix dans l'élite et ses premiers points aussi. Il est encore deux fois sixième cette année, avant de courir à ses premiers championnats du monde à Sankt Anton, pour se classer dixième du slalom.
En février 2005, il retrouve le tip dix à Kranjska Gora, lorsqu'il termine septième du slalom. Un an plus tard, il établit sa meilleure performance dans la Coupe du monde avec une quatrième place à Wengen, à onze centièmes de seconde du troisième Alois Vogl. Il confirme ses bonnes dispositions sur la course de slalom olympique des Jeux de Turin, où il finit à la quatrième place également, à seulement trois centième du médaillé de bronze Rainer Schönfelder, soit le meilleur résultat olympique japonais en ski alpin depuis Chiharu Igaya, médaillé d'argent en 1956. Il se qualifie aussi pour les Jeux olympiques d'hiver de 2010 à Vancouver, sans conclure le slalom. Cet hiver, il marque à trois reprises des points dans des slaloms de Coupe du monde, avant de seulement revenir à ce niveau fin 2013. 
Minagawa dispute son ultime manche de Coupe du monde en janvier 2014 à Wengen.
Il s'est marié avec Aiko Uemura en 2009.
Il a étudie à l'université Nippon Sport Science et notamment terminé quatrième de l'Universiade 1999 en slalom en tant que leur représentant.

## Palmarès

### Jeux olympiques
| Épreuve / Édition | Nagano 1998 | Salt Lake City 2002 | Turin 2006 | Vancouver 2010 |
| Slalom            | Abandon     | Disqualifié         | 4e         | Abandon        |
| Slalom géant      | Abandon     |                     |            |                |

### Championnats du monde
| Épreuve / Édition | Sankt Anton 2001 | Saint-Moritz 2003 | Bormio 2005 | Val d'Isère 2009 |
| Slalom            | 10e              | Abandon           | Abandon     | Abandon          |

### Coupe du monde
- Meilleur classement général : 37e en 2006.
- Meilleur résultat : 4e.
- 9 résultats dans le top dix.

| Saison/Classement | Général | Général | Slalom | Slalom |
| Saison/Classement | Class.  | Points  | Class. |        |
| ----------------- | ------- | ------- | ------ | ------ |
| 2000              | 70e     | 80      | 30e    |        |
| 2001              | 52e     | 118     | 18e    |        |
| 2002              | 90e     | 43      | 35e    |        |
| 2003              | 118e    | 14      | 44e    |        |
| 2005              | 60e     | 101     | 21e    |        |
| 2006              | 37e     | 219     | 11e    |        |
| 2007              | 116e    | 20      | 46e    |        |
| 2008              | 97e     | 40      | 37e    |        |
| 2009              | 137e    | 8       | 59e    |        |
| 2010              | 107e    | 28      | 39e    |        |

### Coupes continentales
- 4 podiums en Coupe d'Europe.
- 4 podiums en Coupe nord-américaine, dont 3 victoires.

### Championnats du Japon
- Champion du slalom géant en 1998 et 1999.
- Champion du slalom en 1997 et 2009.